# Ägyptisch-schweizerische Beziehungen
Die ägyptisch-schweizerischen Beziehungen entwickelten sich seit der Eröffnung einer Handelsvertretung der Schweiz in Ägypten im Jahr 1909.

## Diplomatische Beziehungen
Im Vertrag von Lausanne verzichtete die Türkei 1923 in Lausanne auf alle Rechte bezüglich Ägypten. Im Jahr 1924 erkannte die Schweiz die Unabhängigkeit Ägyptens an.
Dank der Neutralität der Schweiz vertrat sie während des Zweiten Weltkriegs als Schutzmacht die Interessen mehrerer Staaten in Ägypten, darunter jene Italiens, Bulgariens und Rumäniens. Später vertrat sie die Interessen Frankreichs (1956–1963), Belgiens (1961–1964), der Türkei (1961–1963), Grossbritanniens (1956–1959) und Neuseelands (1956–1959).
Umgekehrt vertrat sie während des Zweiten Weltkriegs die Interessen Ägyptens in Rumänien, Bulgarien, Finnland und Japan. Seit 1979 nimmt die Schweiz die Interessen des Irans in Ägypten wahr.

## Wirtschaftliche Beziehungen
Das Gesamthandelsvolumen betrug im Jahr 2016 knapp 1,3 Milliarden Schweizer Franken.